# (1239) Queteleta
(1239) Queteleta és un asteroide que forma part del cinturó d'asteroides i va ser descobert per Eugène Joseph Delporte el 4 de febrer de 1932 des del Reial Observatori de Bèlgica, a Uccle.
Inicialment va rebre la designació de 1932 CB. Posteriorment es va anomenar en honor de l'astrònom i naturalista belga Lambert Adolphe Jacques Quetelet (1796-1874).

Queteleta està situat a una distància mitjana de 2,66 ua del Sol, podent acostar-s'hi fins a 2,036 ua. Té una excentricitat de 0,2345 i una inclinació orbital de 1,662°. Empra 1584 dies a completar una òrbita al voltant del Sol.